# Grabovica (Czarnogóra)
Grabovica (cyr. Грабовица) – wieś w Czarnogórze, w gminie Šavnik. W 2011 roku liczyła 28 mieszkańców.